# Salisbury (Nueva York)
Salisbury es un pueblo ubicado en el condado de Herkimer en el estado estadounidense de Nueva York. En el año 2000 tenía una población de 1.953 habitantes y una densidad poblacional de 7.0 personas por km².

## Geografía
Salisbury se encuentra ubicado en las coordenadas 43°08′03″N 74°49′27″O / 43.13417, -74.82417.

## Demografía
Según la Oficina del Censo en 2000 los ingresos medios por hogar en la localidad eran de $32,469, y los ingresos medios por familia eran $36,384. Los hombres tenían unos ingresos medios de $26,314 frente a los $18,594 para las mujeres. La renta per cápita para la localidad era de $12,642. Alrededor del 12.3% de la población estaban por debajo del umbral de pobreza.